# Quadrato delle ombre

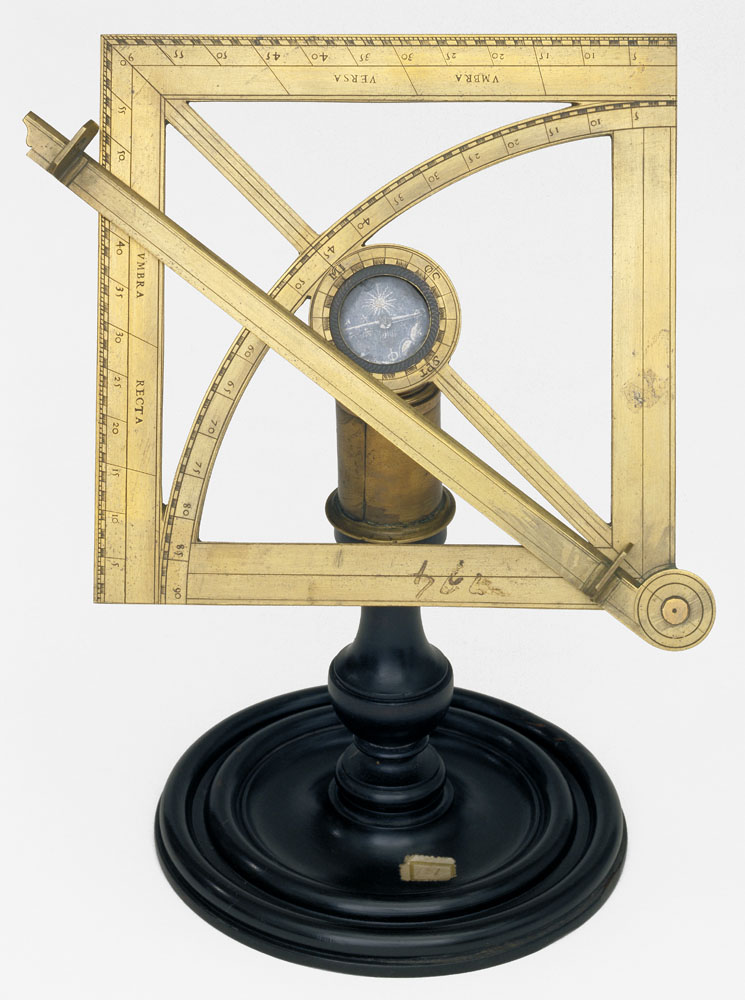
Quadrato geometrico conservato al Museo Galileo di Firenze.

Il quadrato delle ombre è l'elemento fondamentale del cosiddetto quadrato geometrico.
Detta anche scala altimetra, generalmente è posizionato sul dorso degli astrolabi e dei quadranti. È uno strumento che serve a misurare altezze e distanze, simulando il rapporto tra uno gnomone e la sua ombra. L'umbra recta simula l'ombra gettata sul piano orizzontale da uno gnomone verticale quando il raggio del Sole è inclinato da 0° a 45°. L'umbra versa simula l'ombra gettata sul piano verticale da uno gnomone orizzontale quando il raggio del Sole è inclinato da 45° a 90°. Ad ogni valore dell'umbra recta corrisponde un valore dell'umbra versa. Quando il raggio è inclinato di 45°, le due ombre si equivalgono (umbra media).